# Rudolf Gorenflo
Rudolf Gorenflo (* 31. Juli 1930 in Friedrichstal; † 20. Oktober 2017 in Berlin) war ein deutscher Mathematiker, der sich mit Analysis und numerischer Mathematik befasste und Hochschullehrer an der FU Berlin war.

## Leben
Rudolf Gorenflo studierte ab 1950 Mathematik und Physik an der TH Karlsruhe mit dem Diplom 1956 und promovierte 1960 bei Hans Wittich mit einer Dissertation aus der Funktionentheorie (Über die Wiman-Valironsche Potenzreihenvergleichsmethode und ihre Anwendung in der Theorie der ganzen transzendenten Funktionen). Er war 1957 bis 1961 Assistent in Karlsruhe und war ein Jahr 1961/62 bei der Firma Standard Elektrik Lorenz in Stuttgart und erwarb praktische Kenntnisse in Informatik und über Computer. 1962 bis 1970 war er am Max-Planck-Institut für Plasmaphysik in  Garching bei München, wo er sich mit Computersimulationen befasste. 1970 habilitierte er sich an der RWTH Aachen in Mathematik. 1971 wurde er in Aachen Professor, was er bis 1973 war. 1972 war er Gastprofessor an der Universität Heidelberg. Ab 1973 war er Professor (C4) an der FU Berlin. 1982 bis 1989 war er Direktor des dritten mathematischen Instituts. 1998 wurde er emeritiert, blieb aber wissenschaftlich aktiv.
1995 war er Gastprofessor an der Universität Tokio. 1979 bis 1984 war er Vorsitzender der Berliner Mathematischen Gesellschaft und danach bis 1988 stellvertretender Vorsitzender. Am 24. Juni 2011 organisierte die Berliner Mathematische Gesellschaft ein Festkolloquium zu Gorenflo's 80. Geburtstag.
Er befasste sich unter anderem mit Abelschen Integralgleichungen, inversen Problemen unter anderem in der Geophysik, Diskretisierung von parabolischen partiellen Differentialgleichungen (angewandt in der Wärmeleitung) und ab den 1990er Jahren mit fraktionalen Differentialgleichungen, deren Ordnung der Ableitung eine nicht ganzzahlige rationale Zahl ist, zum Beispiel in fraktionaler Diffusion und in der Theorie der Mittag-Leffler-Funktion. Dabei arbeitete er unter anderem mit Francesco Mainardi von der Universität Bologna zusammen und war Gründungsherausgeber von Fractional Calculus and Applied Analysis.
Er war seit 1959 verheiratet und hatte zwei Söhne und eine Tochter. 

## Schriften
- mit Sergio Vessella: Abel integral equations: Analysis and Applications,  Lecture Notes in Mathematics 1461, Springer 1991
- mit Francesco Mainardi: Fractional Calculus, in: A. Carpinteri, F. Mainardi (Hrsg.), Fractals and Fractional Calculus in Continuum Mechanics, Springer 1997, S. 223–276, Arxiv  (CISM Course, Udine 1996)
- mit Dang Dinh Ang,  Vy Khoi Le, Dang Duc Trong: Moment Theory and Some Inverse Problems in Potential Theory and Heat Conduction,  Lecture Notes in Mathematics 1792, Springer 2002
- mit Anatoly A. Kilbas, Francesco Mainardi, Sergei V. Rogosin: Mittag-Leffler Functions, Related Topics and Applications: Theory and Applications, Springer 2014